# Emma Pi
Emma Pi Hedeboe (født 28. december 2001) eller bare Emma Pi er en sangerinde der vandt MGP 2014 med sin sang som hed "Du ser den anden vej"
I 2022 deltog hun Dansk Melodi Grand Prix sammen med sin far Rasmus Hedeboe under navnet  Der Var Engang med sangen En Skønne Dag, men kom ikke videre til superfinalen.